# Ipercarnivoro
Un ipercarnivoro è un animale con una dieta composta per più del 70% da carne, con la parte restante che consiste in cibi di origine non animale, come funghi, frutta o altro materiale vegetale. Alcuni esempi attuali includono coccodrilli, gufi, aquile, avvoltoi, felidi, la maggior parte dei canidi selvatici, delfini, serpenti, ragni, scorpioni, mantidi, marlin, cernie, piranha e la maggior parte degli squali. Ogni specie della famiglia dei felidi, compreso il gatto domestico, è un ipercarnivoro allo stato naturale. 
Questo termine è usato anche in paleobiologia per descrivere taxa di animali che nella loro dentatura hanno una maggiore componente tagliente rispetto alla componente triturante (Holliday e Steppan, 2004). Molti mammiferi preistorici del clade Carnivoramorpha (Carnivora e Miacoidea), così come numerosi rappresentanti degli antichi ordini Oxyaenodonta, Hyaenodonta e Acreodi e alcuni membri dell'ancor più antico ordine Cimolesta, erano ipercarnivori. Il primo mammifero ipercarnivoro è spesso considerato Cimolestes, che visse durante il tardo Cretaceo e il primo Paleocene nel Nordamerica circa 66-64 milioni di anni fa. Anche i dinosauri teropodi come Tyrannosaurus rex, vissuto durante il tardo Cretaceo, erano carnivori obbligati.
Ipercarnivori di grandi dimensioni si rinvengono frequentemente nella documentazione fossile; sembra che questo sviluppo sia avvenuto spesso in risposta a un'opportunità ecologica offerta dal declino o dall'estinzione di taxa ipercarnivori precedentemente dominanti. Sebbene l'evoluzione di dimensioni notevoli e carnivori possa essere favorita a livello individuale, questa combinazione può portare a un declino macroevolutivo, in cui tale specializzazione alimentare estrema si traduce in una ridotta densità di popolazione e in una maggiore vulnerabilità all'estinzione (Van Valkenburgh et al., 2004). Come risultato di queste forze opposte, la documentazione fossile dei carnivori è dominata da successivi cladi di ipercarnivori che si diversificano e declinano, solo per essere sostituiti da nuovi cladi di ipercarnivori.
Esistono numerose specie affini con diete molto diverse; un esempio classico è dato dagli orsi: anche se distaccatosi dal ramo principale solo 150.000 anni fa, l'orso polare è l'orso più carnivoro (oltre il 90% della sua dieta è costituita da carne) mentre l'orso grizzly è uno dei meno carnivori in molti luoghi, con meno del 10% della sua dieta a base di carne (Lindqvist et al., 2010).